# Бурибаевская СЭС
Бурибаевская СЭС (баш. Бүребай ҡояш электр станцияһы) — солнечная электростанция на территории Хайбуллинского района Башкортостана близ села Бурибай. Первая очередь мощностью 10 МВт введена в эксплуатацию 29 октября 2015 года. Вторая очередь мощностью 10 МВт введена в эксплуатацию 5 декабря 2016 года. На момент открытия Бурибаевская СЭС стала мощнейшей СЭС России без учёта крымских. Является первой промышленной солнечной электростанцией Башкортостана.

## Предыстория
Бурибаевская СЭС является одной из семи солнечных электростанций суммарной мощностью 59 мегаватт, строительство которых запланировано на территории Башкортостана с 2015 по 2018 годы. Информация о создании первой солнечной электростанции на территории республики появилась в 2013 году. Проекты реализуются в соответствии с Постановлением Правительства РФ от 28 мая 2013 года № 449 «О механизме стимулирования использования возобновляемых источников энергии», которым установлены гарантии возврата инвестиций в строительство объектов возобновляемой энергетики через механизм договоров о поставке мощности.

## Строительство
Проектированием и строительством Бурибаевской СЭС занималась компания ООО "Авелар Солар Технолоджи". Солнечные модули, произведённые российской компанией «Хевел», были протестированы Уфимским авиационным университетом, выбор места для строительства станции вёлся совместно с Министерством промышленности и инновационной политики РБ. По словам директора «Авелар Солар Технолоджи» (дочерней компании «Хевел») Айдара Хафизова, южные районы республики обладают хорошей инсоляцией. Уровень инсоляции в Башкортостане составляет 1,3 тысячи киловатт-часов на квадратный метр в год, что соответствует показателям южных районов Европы. Количество солнечных дней в Башкирии составляет около 260, для сравнения — в Сочи — 190, в Москве — 114.
Строительство станции началось 28 мая 2015 года, а запуск первой очереди на 10 МВт состоялся в конце октября того же года. Бурибаевская электростанция стала первой СЭС Башкирии. 
| Очередь | Название         | Мощность | Ввод            |
| ------- | ---------------- | -------- | --------------- |
| 1       | Баймакская СЭС   | 10 МВт   | 29 октября 2015 |
| 2       | Юлдыбаевская СЭС | 10 МВт   | 5 декабря 2016  |

Бурибаевская СЭС является первой промышленной солнечной электростанцией Башкортостана, однако до её открытия на территории республики существовали маломощные частные СЭС. Например, в январе 2015 года посёлок Северный полностью перешёл на снабжение от ветро-солнечной электростанции.
1 марта 2016 года Бурибаевская СЭС выведена на оптовый рынок электроэнергии.

## Описание
В строительстве использовано 88 тысяч тонкоплёночных модулей, занимаемая площадь составила 40 гектар. 70 % комплектующих произведены на территории России. Объём инвестиций для всех семи станций составил 6 миллиардов рублей, непосредственно для Бурибаевской СЭС — около 1 миллиарда. Кредит дочерним предприятиям «Хевел» на строительство Бурибаевской СЭС выделен Газпромбанком. Аренда земли под электростанции предоставлена на 49 лет. В пасмурную погоду станция способна вырабатывать 20—25 % энергии от установленной мощности, в зимнее время — 70 %. Как отметил Ильдар Шахмаев, заместитель министра промышленности и инновационной политики Башкортостана, при необходимости мощность может быть увеличена до 50 МВт.
По словам представителя «Авелар Солар Технолоджи» ввод Бурибаевской СЭС будет способствовать повышению надёжности энергосистемы региона и снижению энергодефицита в пиковые часы в южных районах республики. Как утверждает заместитель министра Министерства природопользования и экологии РБ Ильдус Яхин, ввод солнечных электростанций в Башкирии благотворно скажется на экологической обстановке и будет способствовать снижению вредных выбросов на 53 тысячи тонн в год.
Покупка электроэнергии у Бурибаевской СЭС обходится государству в 4 раза дороже рыночной цены — 8 рублей за кВт/ч. Но при прокладке линий электропередач в район, в котором расположена станция, себестоимость электричества обошлась бы ещё дороже.
В дополнение к уже строящимся электростанциям на территории Башкортостана может быть введено ещё несколько СЭС мощностью до 90 МВт к 2020 году.

## Критика
По словам главы «Башкирской электросетевой компании» и депутата Курултая РБ Андрея Макарова, несмотря на привлекательность технологии, для сетевых компаний, таких как БЭСК, существуют более значимые проекты, чем солнечная генерация. Кроме того, Андрей Макаров подверг солнечные электростанции критике за неспособность вырабатывать электроэнергию в тёмное время суток: «солнечная генерация днём работает, а ночью солнца-то нет, в то время как пик потребления энергии — 9 часов вечера. А мощных накопителей не существует, чтобы днём накапливали, а ночью отдавали».